# José de Sousa Brandão
José de Sousa Brandão, primeiro e único Barão de Aparecida, (Portugal, 16 de junho de 1823 — Rio de Janeiro, 16 de junho de 1883) foi um fazendeiro e nobre brasileiro radicado no Vale do Paraíba. Foi proprietário da fazenda Boa Esperança em Aparecida, Sapucaia - RJ. Recebeu o título de barão por decreto de 27 de março de 1867 do Imperador Dom Pedro II. Foi o primeiro Presidente da Câmara Municipal de Sapucaia - RJ, tendo sido eleito em 3 de abril de 1875. Como Presidente da Câmara de Sapucaia foi o responsável pela construção do prédio do Paço Municipal da cidade em 1880.